# Terrorizer (magazin)
A Terrorizer Magazine egy négyhetente megjelenő zenei magazin volt. 1993-ban alapították. Az extrém metal volt a fő témája. Nevét az 1989-ben alakult Terrorizer death metal együttesről kapta. Szerkesztője Miranda Yardley.
Az első kiadás címlapján a Sepultura szerepelt, a második kiadás borítóján a Carcass. Azóta is hasonló együtteseket tesznek a borítókra az újság témája miatt. Amikor a Metallicát tették a címlapra, ez sok embernek nem tetszett, mondván, hogy az a zenekar nem death, illetve extrém metált játszik. Ennek ellenére a magazin hasábjain mégis megjelent többször is a Metallica, az egyik kiadás címlapján például Kirk Hammett szerepelt, és nagy interjút készített vele a Terrorizer.
Több különkiadás is készült a Terrorizerből, amely tematikus jellegűek (pl. Earache Records, doom metal, thrash metal, black metal) stb.
2007-ben elindult a Terrorizer hivatalos weboldala.
Magyarországon nem árusítják ezt a kiadványt.
2018-ban nem jelentek meg új számok a magazinból, melynek hatására többen azt hiszik, hogy "meghalt" az újság, annak ellenére, hogy az előfizetési díjat továbbra is számoltatják az olvasókkal.  A Track Record oldal pedig "halottnak" kiáltotta ki a magazint, annak hatására, hogy nem jelentek meg új számok, illetve hogy a Terrorizer hivatalos weboldala és Twitter oldala nem frissült. 2019 januárjában a magazint kibocsátó vállalat, a Dark Arts Ltd. felbomlott.